# Kuddväxt

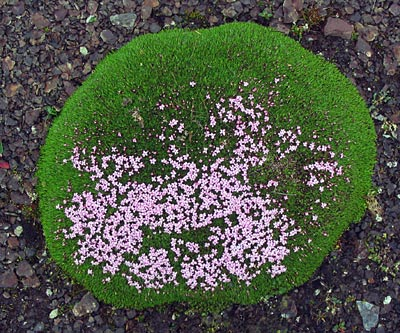
Fjällglim, Silene acaulis. Kuddens solsida har börjat blomma, medan skuggsidan tar lite längre tid på sig.

Kuddväxter är kompakta och låga växter som bildar täta mattor, tuvor eller "kuddar". De växer vanligen på stenig till sandig väldränerad mark och har oftast ett djupgående rotsystem. De förekommer i alpina och arktiska miljöer och flest arter förekommer i Anderna och Himalaya samt Turkiet. Arterna från Nya Zeeland bildar ofta kompakta halvsfäriska kuddar, liksom de i Anderna. Aubert et al. upptar 1309 arter i sin katalog (varav 587 arter bildar täta halvsfäriska kuddar) fördelade på 273 släkten och 62 familjer. Flest arter bland de som bildar täta kuddar återfinns i familjerna Saxifragaceae (97), Caryophyllaceae (77), Primulaceae (62) och Brassicaceae (60). Vissa arter kan i mer skyddade lägen växa som buskar, ris eller rosettväxter. Kuddväxter är ingen systematisk grupp, utan en beteckning på ett växtsätt som beror på konvergent evolution som en anpassning till en karg miljö.
Det täta växtsättet hjälper till att minska avdunstning, bevara värme och klara andra påfrestningar i dessa vindpinade, kalla och ofta torra miljöer. Kuddväxterna skapar i sin tur möjligheter för andra arter, både av växter och djur, att etablera sig. Deras tillväxt är långsam och kuddarna kan nå mycket hög ålder (hundratals år).
Bland nordiska arter märks fjällglim, som är den mest studerade kuddväxten av alla, och fjällgröna.
Flera arter odlas som stenpartiväxter.

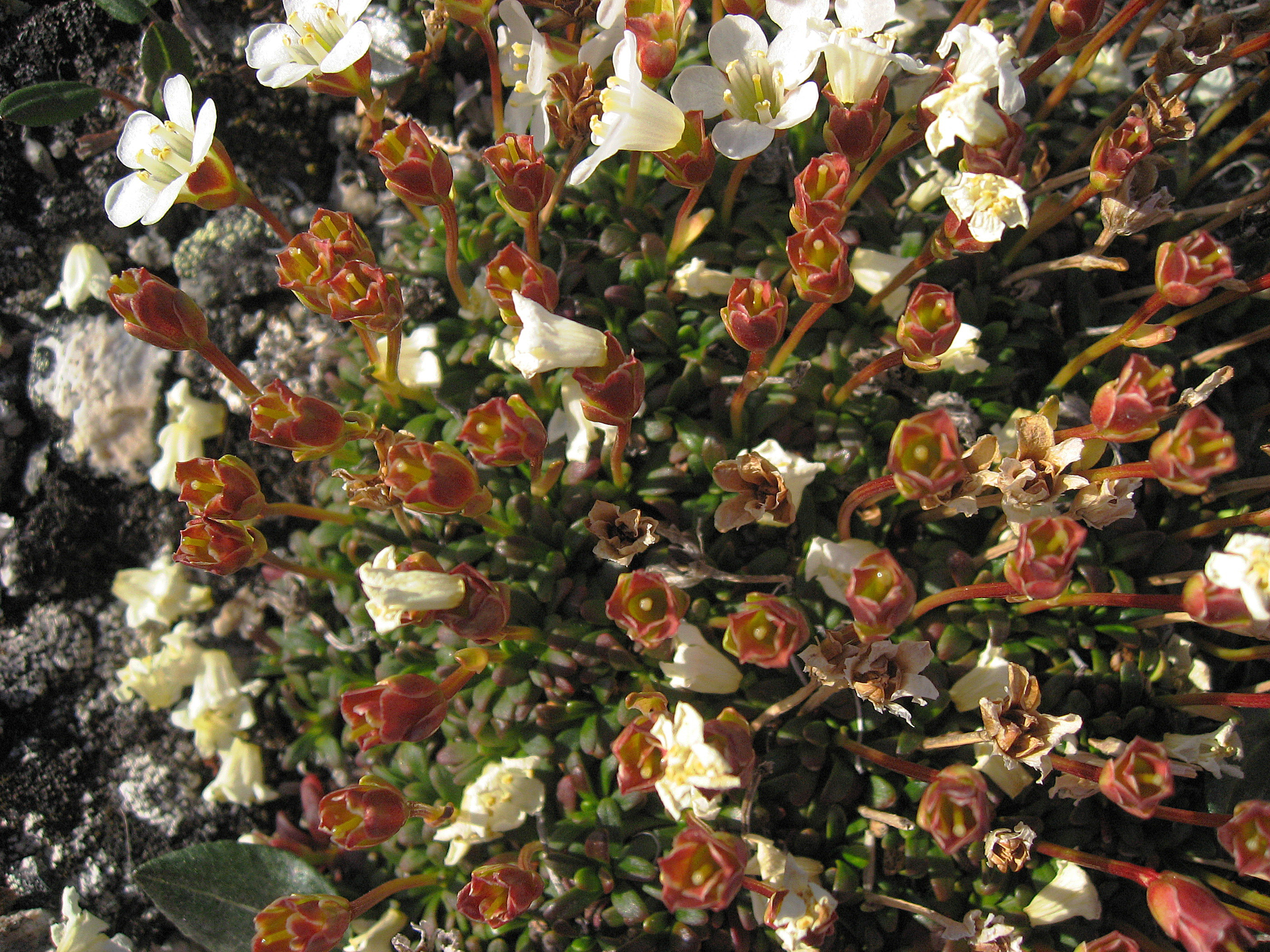
Fjällgröna, Diapensia lapponica, karaktärsväxt i fjällens vindblottor.
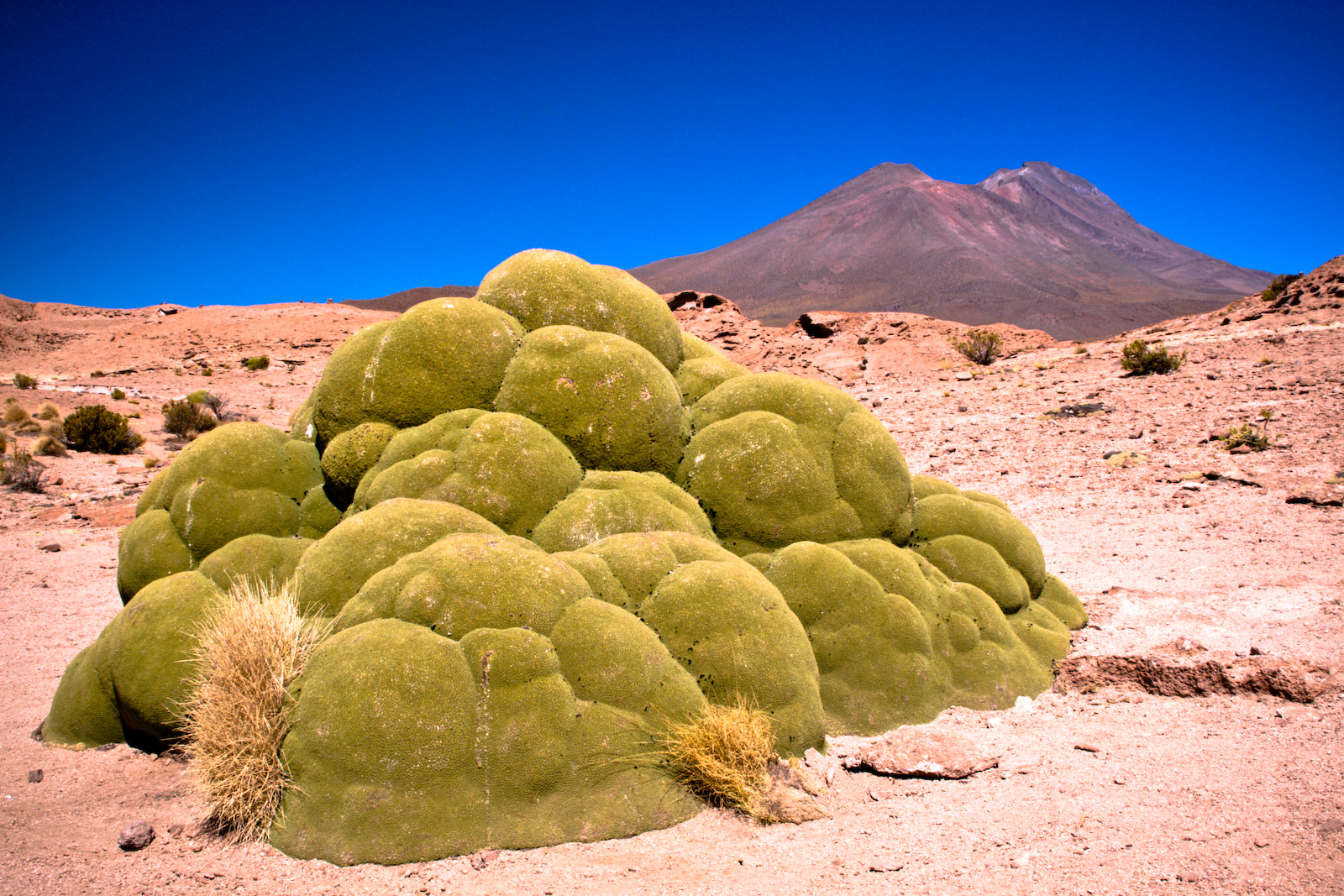
"Yareta", Azorella compacta, i Anderna.
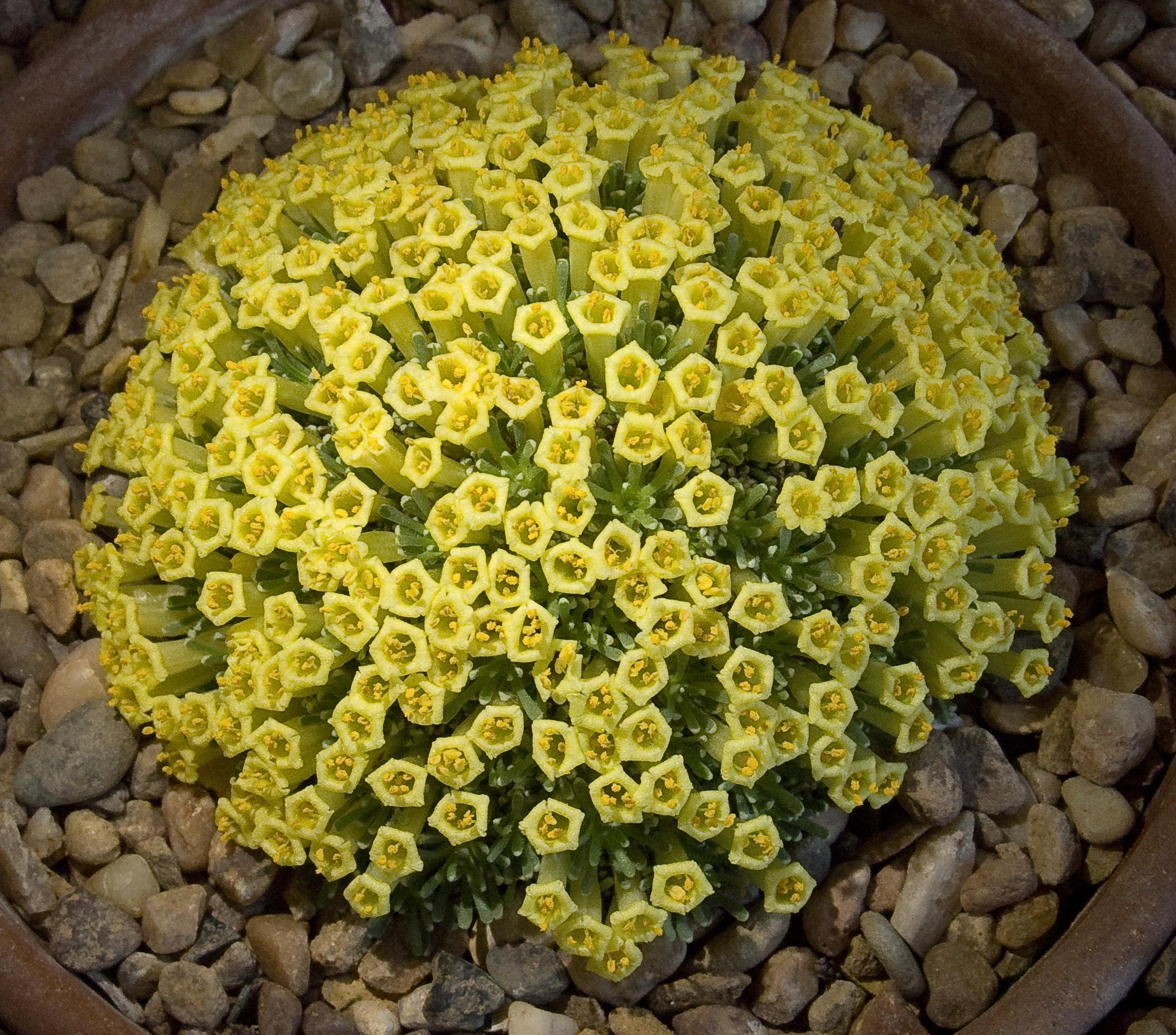
Benthamiella patagonica från Patagonien odlad i kruka.
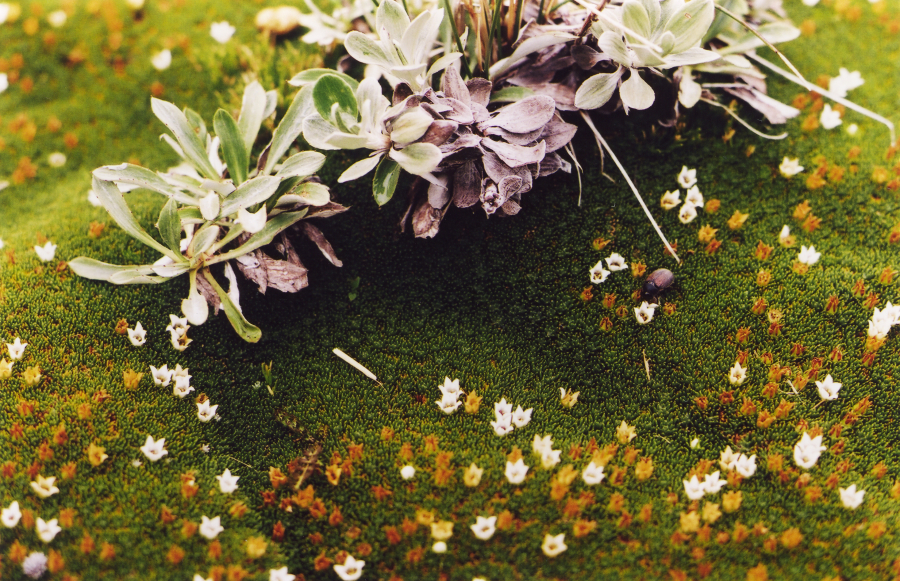
Några plantor av en Celmisia-art som etablerat sig i en kudde av Donatia novae-zelandiae.
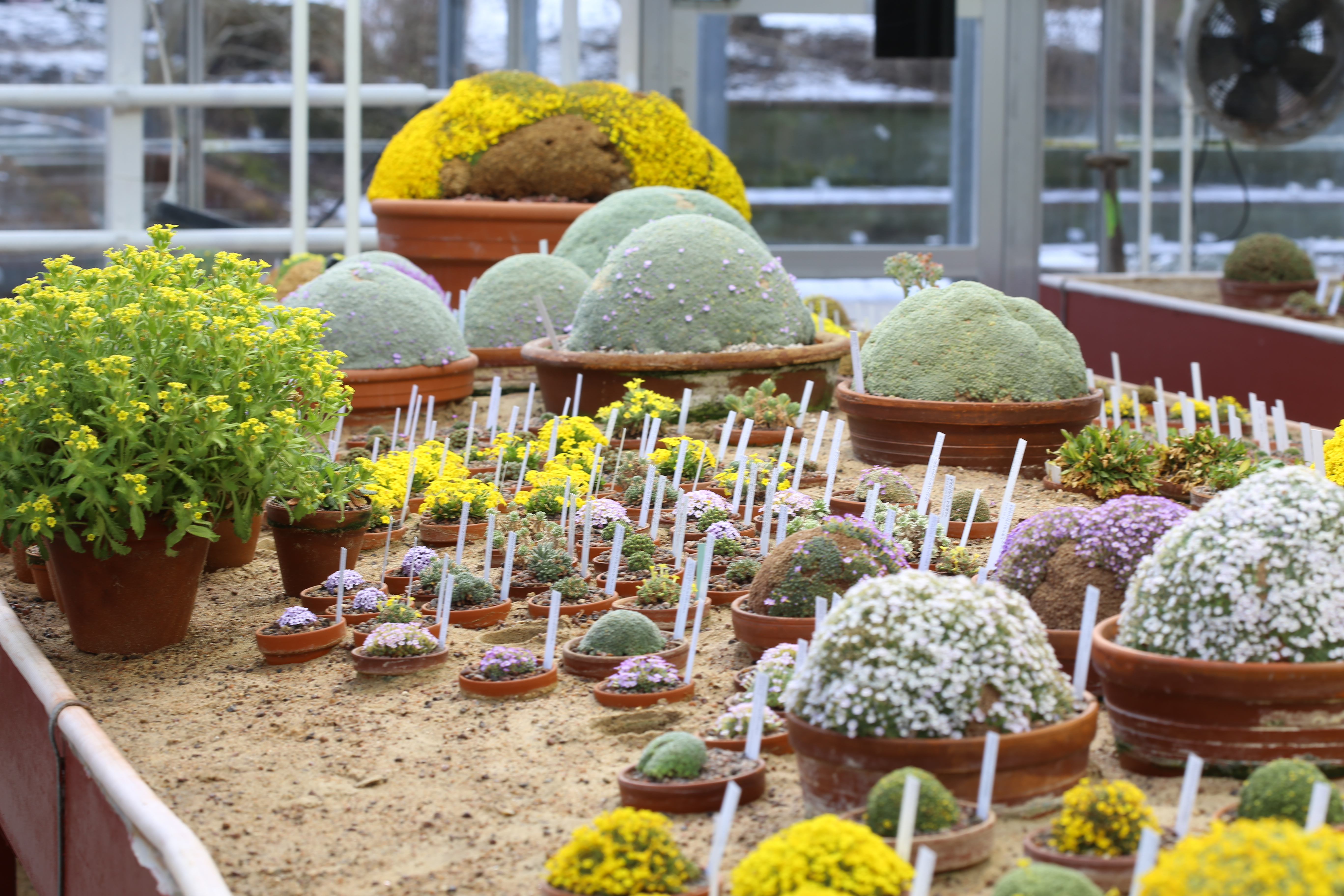
Kuddväxter av släktet Dionysia i Göteborgs botaniska trädgård. Släktet förekommer i Mindre Asiens bergstrakter.
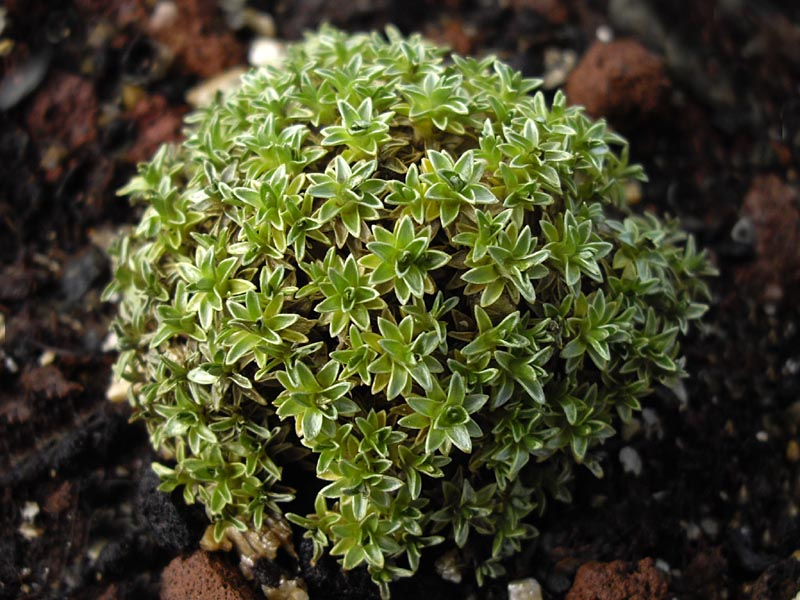
Raoulia hectori från Nya Zeeland. Arter av släktet Raoulia kallas lokalt för "vegetable sheep" ("grönsaksfår"), liksom arter av släktet Haastia.
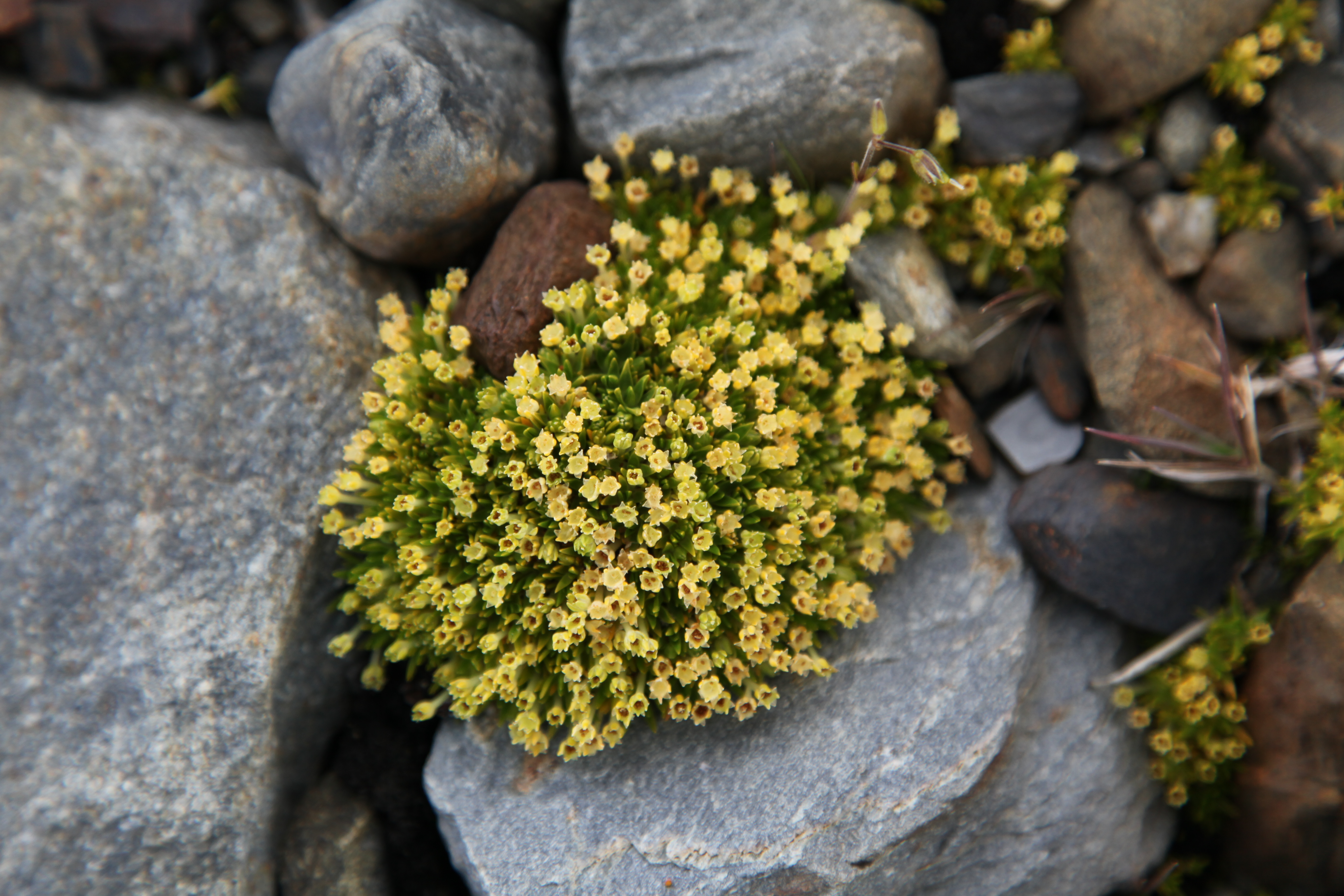
Colobanthus quitensis är en av bara två arter kärlväxter som förekommer naturligt i Antarktis (den andra är gräset Deschampsia antarctica - dessutom har vitgröe, Poa annua, följt med människan dit).